# Актюбинский областной мемориальный музей А. Молдагуловой
Областной мемориальный музей Героя Советского Союза А. Молдагуловой (каз. Кеңес Одағының Батыры Ә. Молдағұлованың облыстық мемориалдық мұражайы) — военно-исторический музей в городе Актобе (Актюбинская область, Казахстан). Открыт в 1985 году. Уроженка Актюбинского округа Алия Молдагулова (1925—1944) была советской девушкой-снайпером, которая в годы Великой Отечественной войны служила в 54-й отдельной стрелковой бригаде 22-й армии 2-го Прибалтийского фронта, Герой Советского Союза. В ряде городов Казахстана ей установлены памятники, а её именем названы улицы.

## История
Решение о создании Мемориального музея Алии Молдагуловой было принято распоряжением Совета Министров Казахской ССР от 5 июня 1980 года, а 11 июня 1980 года Министерство культуры Казахской ССР издало приказ об открытии музея в городе Актюбинске (ныне Актобе).
В течение пяти лет сотрудники будущего музея собирали материалы и документы о жизни и подвиге Алии, осуществляли поездки по местам её жизненного и боевого пути, встречались с её родными и близкими, командирами и однополчанами, педагогами и одноклассниками. Собранные материалы составили экспозицию музея, который был торжественно открыт 22 апреля 1985 года в канун 40-летия Победы в Великой Отечественной Войне и 60-летия Алии Молдагуловой.

## Экспозиция
Экспозиция музея рассказывает о жизни Алии Молдагуловой, её юности во время учебы, боевых, фронтовых буднях и героическом подвиге. В музее представлено более 8 тысяч экспонатов, среди которых — фронтовые письма, указ о присвоении Алие Молдагуловой звания Героя Советского Союза, архивные документы, материалы и реликвии военных лет, боевая техника и посуда, военное обмундирование. Собранный материал включает воспоминания однополчан, военные письма, книги, статьи, очерки, газетные вырезки.
В 2025 году актёр и писатель Шерхан Абилов подарил музею 100 экспонатов, включая военные мемуары, воспоминания маршалов, книги о блокадном Ленинграде.

## Деятельность музея
Приоритетным направлением музея являются собирательская, научно-исследовательская, образовательная и культурно-массовая работа. Музей стал центром культурного и военно-патриотического воспитания молодёжи.